# الیور کونسا
الیور کونسا (استونیایی: Oliver Konsa؛ زادهٔ ۴ مارس ۱۹۸۵) بازیکن فوتبال اهل استونی است.
از باشگاه‌هایی که در آن بازی کرده‌است می‌توان به باشگاه فوتبال تی‌وی‌ام‌کی، باشگاه فوتبال نومه کالیو، باشگاه فوتبال فلورا تالین، و باشگاه فوتبال تارتو تامکا اشاره کرد.
وی همچنین در تیم‌های ملی فوتبال زیر ۲۱ سال استونی، استونی، و اتحادیه فوتبال استونی بازی کرده‌است.